# Gregg Fienberg
Gregg Fienberg es un productor de televisión y director estadounidense. Trabajó en el drama del oeste Deadwood en ambas temporadas y recibió un Premio del Sindicato de Directores y dos nominaciones a los Premios Emmy por la serie. Fue nominado a un Emmy por producir la serie de misterioTwin Peaks. Actualmente es el productor ejecutivo y director de la unidad de producción de la unidad para la serie de la HBO, True Blood.

## Biografía
Fienberg nació y se crio en el Sur de California, y es el tercero de cuatro hermanos.

### Década de los 80
Fue productor de la película de 1984 Voice in Exile.

### Década de los 90
Trabajó en varios vídeos musicales a principios de los años 90 y trabajó con Madonna, Michael Jackson y U2.
En 1990, hizo su debut televisivo con la serie Twin Peaks. La serie fue creada por David Lynch y Mark Helada y se centraba en la investigación del asesinato de una reina del baile. Fienberg trabajó como director de producción y productor para la primera temporada. Fienberg y el personal de producción fueron nominados a un Premio Emmy en la categoría Primetime Emmy a la mejor serie dramática en la 42.ª edición de los Premios Emmy Primetime. Regresó como director de producción y productor supervisor para la segunda y última temporada en 1991. Fungió como director de la unidad de producción para Twin Peaks: Fire Walk with Meen 1992. También en 1992 Fienberg era un director de producción el episodio piloto de Lynch y Froxt en la siguiente serie de corta existencia, On The Air. 
En 1993 Fienberg trabajó como productor en la primera temporada deseaQuest DSV. Fue productor para la película de 1994, Dead Connection. Fue productor y director de la unidad de producción para la secuela de terror Candyman 2: Farewell to the Flesh en 1995.
Fue coproductor para la serie Fame L.A. en 1997. En 1998 Fienberg trabajó como productor y director de la unidad de producción para la película Dioses y monstruos.

### Década de los 2000
En 2001 Fienberg empezó una asociación con el canal de televisión por cable HBO. Ejerció como coproductor ejecutivo para la primera temporada de la serie de comedia The Mind of the Married Man en 2001. La serie fue creada y protagonizada por Mike Binder. Fienberg dejó la serie después de la primera temporada. Fienberg también fue coproductor ejecutivo para la primera temporada de la serie dramática de la HBO sobre la era de la drepesiónCarnivàle en 2003. La serie fue creada por Daniel Knauf. La serie se centrada en un carnaval nómada y en sus vínculos supernaturales con un cura cristiano. Fienberg abandonó otra vez la serie después de la primera temporada. 
En 2004, Fienberg se convirtió en coproductor ejecutivo y director de la unidad de producción del drama del oeste de la HBO, Deadwood. La serie fue creada por David Milch y se centraba en una nueva ciudad del Oeste. Como director de la unidad de producción, Fienberg ganó una placa del Sindicato de Directores de Estados Unidos en los Premios del Sindicato de Directores 2004 por su trabajo en el episodio piloto de la serie. Compartió el premio con el director del episodio Walter Hill y con el equipo de directores asistentes. Fue ascendido a director ejecutivo durante la segunda temporada en 2005. También hizo su debut como director en la segunda temporada. Estuvo a cargo del episodio "Complications" de la segunda temporada y de "The Whores Can Come". Fue nominado a un Emmy por Primetime Emmy a la mejor dirección - Serie dramática en 2005 por su debut "Complications". En la misma ceremonia, Fienberg y el equipo de producción fueron nominado a un Anexo:Primetime Emmy a la mejor serie dramática. Regresó como productor ejecutivo para la tercera y última temporada en 2006. Dirigió los episodios "True Colors" y "The Catbird Seat". También en 2006 Fienberg trabajó como coproductor ejecutivo y director de la unidad de producción para el episodio piloto de la serie dramática de la HBO sobre la poligamia, Big Love.
En 2007 Fienberg se convirtió en productor ejecutivo y director de la serie negra de la HBO sobre surf, John De Cincinnati. La serie fue creada por Milch y se centrada en la llegada de un mesías como una figura en una comunidad surfera. Fienberg dirigió el episodio "His Visit: Day Two". La serie fue cancelada después de su primera temporada.
En 2009 Fienberg se convirtió en director de la unidad de producción y productor ejecutivo para la segunda temporada de la serie dramática supernatural de la HBO, True Blood. La serie fue creada por Alan Ball y se centra en una pequeña ciudad de Louisiana después de que los vampiros revelen su existencia al mundo. Regresó a la serie como productor ejecutivo para la tercera temporada en 2010. En septiembre de 2013, HBO anunció oficialmente que True Blood había sido renovada para una séptima y última temporada que se estrenaría en el verano de 2014.

## Filmografía

### Televisión
Producción
| Año                                | Serie                       | Papel                                                       | Notas            |
| ---------------------------------- | --------------------------- | ----------------------------------------------------------- | ---------------- |
| 2009-2014                          | True Blood                  | Productor ejecutivo y director de la unidad de producción   | Temporadas 2-7   |
| 2007                               | John from Cincinnati        | Productor ejecutivo                                         | Temporada 1      |
| 2006                               | Deadwood                    | Productor ejecutivo                                         | Temporada 3      |
| 2006                               | Big Love                    | Coproductor ejecutivo y director de la unidad de producción | Piloto solamente |
| 2005                               | Deadwood                    | Productor ejecutivo                                         | Temporada 2      |
| 2004                               | Deadwood                    | Coproductor ejecutivo y director de la unidad de producción | Temporada 1      |
| 2003                               | Carnivàle                   | Coproductor ejecutivo                                       | Temporada 1      |
| 2001                               | The Mind of the Married Man | Coproductor ejecutivo                                       | Temporada 1      |
| 1993                               | Class of '61                | Productor                                                   |                  |
| 1993                               | SeaQuest DSV                | Productor                                                   | Temporada 1      |
| 1992                               | On The Air                  | Productor y director de producción                          | Piloto solamente |
| 1991                               | Twin Peaks                  | Productor supervisor y director de producción               | Temporada 2      |
| 1990                               | Twin Peaks                  | Productor supervisor y director de producción               | Temporada 2      |
| Productor y director de producción | Twin Peaks                  | Temporada 1                                                 |                  |

Director
| Año  | Serie                | Temporada | Título del episodio   | Episodio | Notas |
| ---- | -------------------- | --------- | --------------------- | -------- | ----- |
| 2007 | John from Cincinnati | 1         | "His Visit: Day Two"  | 2        |       |
| 2006 | Deadwood             | 3         | "The Catbird Seat"    | 11       |       |
| 2006 | Deadwood             | 3         | "True Colors"         | 3        |       |
| 2005 | Deadwood             | 2         | "The Whores Can Come" | 11       |       |
| 2005 | Deadwood             | 2         | "Complications"       | 5        |       |

### Cine
Producción
| Año  | Película                        | Papel                                           | Notas |
| ---- | ------------------------------- | ----------------------------------------------- | ----- |
| 1998 | Gods and Monsters               | Productor y director de la unidad de producción |       |
| 1995 | Candyman: Farewell to the Flesh | Productor y director de la unidad de producción |       |
| 1994 | Dead Connection                 | Productor                                       |       |
| 1992 | Twin Peaks: Fire Walk with Me   | Productor y director de la unidad de producción |       |
| 1984 | Voice in Exile                  | Productor                                       |       |